# Gliese 42
Gliese 42 è una stella relativamente vicina alla Terra, che si trova ad una distanza di circa 46,2 anni luce dal sistema solare nella costellazione dello Scultore.
Pur non trattandosi di una stella debolissima non è sufficientemente luminosa per essere visibile ad occhio nudo dalla superficie della Terra, se non in condizioni eccezionali. La sua magnitudine apparente è 7,17, mentre la magnitudine assoluta è 6,39.
La stella è una nana arancione con una massa stimata dell'80% di quella del Sole mentre il raggio è del 74% di quello della nostra stella.
Altre sigle con cui è catalogata sono HD 5133 e LHS 1163.